# 達金斯維爾 (密蘇里州)
達金斯維爾（英語：Dugginsville）是位於美國密蘇里州歐扎克縣的非建制地區。

## 歷史
達金斯維爾的郵局於1890年設立，1891年關閉後又於1894年重啟，最終於1981年停運。

## 地理
達金斯維爾所處的海拔為高於海平面223米（即732英呎），而該地所採用的時區為UTC-6，即北美中部時區（CST）。同時該地設有夏令時間，為UTC-6調快一小時，即UTC-5（CDT）。